# Jean IV d'Arkel
Jean IV d'Arkel (également connu sous le nom de Jean Herbaren d'rkel) mort le 5 mai 1360) est seigneur d'Arkel de 1326 jusqu'à sa mort.

## Biographie
Jean IV est le fils de Jean III et de sa femme, Mabelia de Voorne.
Peu de temps après la mort de son père, Jean IV devient conseiller à la cour du comte Guillaume IV de Hollande. Lorsque son demi-frère Jean est élu évêque d'Utrecht, Jean IV se retire de la cour. Néanmoins, son influence continue de croître à mesure qu'il acquiert plus de territoire. Cela change après la mort de Guillaume IV lors de la bataille de Warns en 1345. Les tensions entre les familles d'Arkel et van Duivenvoorde s'amplifient lorsque Guillaume de Duivenvoorde obtient un poste influent à la cour de la comtesse Marguerite de Hollande. Jean IV rejoint ensuite le camp adverse, dirigé par le fils de Marguerite, Guillaume III de Hainaut.
Il soutient son demi-frère avec un prêt lorsqu'il a plus tard un conflit avec la région d'Oversticht. Il soutient le duc Renaud III de Gueldre pendant le siège de Tiel en 1350. Au fur et à mesure que le conflit entre Marguerite et Guillaume III s'intensifie, Jean IV continue à soutenir Guillaume III. Guillaume donne en fief les seigneuries de Haastrecht et du Lek à Jean IV.
Il crée une alliance avec Gérard III de Heemskerck, Ghisbert II de Nijenrode et Jean Ier d'Egmond contre les partisans de Marguerite. Cela déclenche la guerre entre Hameçons et Cabillauds. Jean IV joue un rôle important dans les premières batailles de cette guerre. Il combat dans la bataille de Zwartewaal en 1351 et dirige les troupes des Cabillauds lors du siège de Mont-Sainte-Gertrude (ou Geertruidenberg) (nl). En 1355, Guillaume III fait la paix avec la faction des Hameçons et force Jean IV à abandonner une partie de ses terres. Cela conduit à un conflit qui dure jusqu'en 1359, lorsque Jean reçoit de nouveaux fiefs en compensation.
En 1358, Guillaume III est déposé par son frère Albert, qui enferme Guillaume au motif qu'il est devenu fou. Jean IV s'oppose à Albert, préférant que la femme de Guillaume, Maud de Lancastre, devienne régente. Néanmoins, Jean IV fait la paix avec Albert peu de temps après.
Jean IV meurt le 5 mai 1360 et son fils Otto lui succède.

## Mariage et descendance
En 1327, Jean IV épouse Irmgard, fille du comte Otto de Clèves. Ce mariage apporte beaucoup de prestige à la famille d'Arkel. Guillaume IV s'est adressé à Jean IV comme son cher cousin.
Jean et Irmgard ont eu quatre enfants:
- Mathilde (1330-1381), épouse Guillaume VI de Horne, seigneur d'Altena
- Jean (mort en 1352)
- Otto (1332/1334? -1396), a épousé Elisabeth de Bar de Pierremont
- Elisabeth (c. 1335-1407) mariée à Borre Haamstede

Jean a également eu un fils illégitime:
- Jean de Wolferen (1345-1423)